# Zhou Baozhong
Zhou Baozhong (周保中, 1902–1964) est un commandant de l'armée unie anti-japonaise du Nord-Est qui résista à l'armée impériale japonaise durant la pacification du Mandchoukouo.
Après la guerre civile chinoise, il est nommé vice-président du gouvernement populaire du Yunnan en 1949. Il meurt à Pékin en 1964.